# Saucerottia
A Saucerottia a madarak (Aves) osztályának a sarlósfecske-alakúak (Apodiformes) rendjéhez, ezen belül a kolibrifélék (Trochilidae) családjához tartozó nem. Egy 2014-es vizsgálat alapján az ide tartozó fajokat az Amazilia nemből sorolták át ide.

## Rendszerezésük
A nemet Charles Lucien Jules Laurent Bonaparte francia ornitológus írta le 1850-ben, az alábbi fajok tartoznak ide:
- ibolyakékvállú amazília (Saucerottia violiceps[1] vagy Amazilia violiceps)[2]
- zöldfejű amazília (Saucerottia viridifrons[1] vagy Amazilia viridifrons)
- kékfejű amazília (Saucerottia cyanocephala)
- Saucerottia hoffmanni
- Beryll-amazília (Saucerottia beryllina)
- kékfarkú amazília (Saucerottia cyanura)
- panamai kolibri (Saucerottia edward)
- szavannakolibri (Saucerottia saucerrottei)
- indigókékfejű amazília (Saucerottia cyanifrons)
- barnahasú amazília (Saucerottia castaneiventris)
- zöldhasú amazília (Saucerottia viridigaster)
- tobagói amazília (Saucerottia tobaci)

## Előfordulásuk
Mexikó, Közép-Amerika és Dél-Amerika területén honosak. Természetes élőhelyeik a szubtrópusi vagy trópusi síkvidéki és hegyi esőerdők, erdők, szavannák és cserjések, valamint emberi környezet. Állandó, nem vonuló fajok.

## Megjelenésük
Testhosszuk 9-11 centiméter körüli.